# Asota paphos
Asota paphos är en fjärilsart som beskrevs av Fabricius 1787. Asota paphos ingår i släktet Asota och familjen nattflyn. Inga underarter finns listade i Catalogue of Life.